# オテル・リッツ・パリ
オテル・リッツ ( Hôtel Ritz )は、パリの中心部、1区にある壮麗な高級ホテルである。1898年創業。

## 概要
4年にわたる460億円の大改装を経て2017年に再開業した。以前のスタッフは殆ど、解雇されている。ヴァンドーム広場の15番地に位置し、八角形の広場を見渡すことができる。世界で最も豪華で評判の良いホテルの1つに数えられており、ザ・リーディングホテルズ・オブ・ザ・ワールドに加盟している。改装後143室を有している。
オテル・リッツは1898年、スイスのホテル経営者セザール・リッツと料理人のオーギュスト・エスコフィエの協力のもと設立された。新しいホテルは、18世紀に建てられたタウンハウスのファサードの背後に建設された。伝えられるところによれば、居室に隣接した浴室や電話、電気を各部屋に設置提供したのは、オテル・リッツがヨーロッパで初めてだったという。その贅沢さがまたたくまに評判になり、王侯、政治家、作家、映画スター、歌手等を顧客に迎えることになった。スイートの幾室かに、ココ・シャネルやアーネスト・ヘミングウェイら著名な宿泊客を記念して、名前が付けられている。彼らは何年にもわたってホテルに滞在していた。ホテルのバーの1つ「バー・ヘミングウェイ」はヘミングウェイに捧げられ、「レスパドン」は世界的に有名なレストランであり、隣接する「リッツ・エスコフィエ料理学校」で学ぶ野心的なシェフを世界中から引きつけている。ホテルの最も豪華なスイート「スイート・アンペリアル」は、それ自体がフランス政府により歴史的建造物の指定を受けた。
第二次世界大戦中、ホテルは占領ドイツ軍に接収され、ドイツ空軍のパリ支部として使用された。リッツの息子シャルル・リッツが1976年に死去すると、リッツ一族の最後の所有者は1979年、エジプトの実業家モハメド・アルファイドにホテルを売却した。
1997年8月には、アルファイドの息子ドディ・アルファイドとダイアナ元英国皇太子妃が、宿命的な交通事故の前にインペリアル・スイートで食事をとっている。
上流階級とその贅の象徴としてのステイタスから、オテル・リッツは小説など多くの著名な創作作品の中で重要な役割を果たした。F・スコット・フィッツジェラルドの『夜はやさし』や、ヘミングウェイの『日はまた昇る』、ノエル・カワードの戯曲『 Semi-Monde 』、あるいはビリー・ワイルダー監督の1957年のコメディ『昼下りの情事』、ウィリアム・ワイラー監督の1966年の映画『おしゃれ泥棒』などが挙げられる。

## 背景と歴史
ホテルの地所は、1705年にアントワーヌ・ビトー・ド・ヴァイユにより購入され、個人の邸宅が建設された。この邸宅は、幾人かの貴族の手を経て、のちにグラモン公爵邸となった。
ファサードは王室建築家のジュール・アルドゥアン＝マンサールにより設計された。1854年、グラモン館をペリエール兄弟が入手した。彼らはグラモン館を、自分たちの金融会社フィナンシャル・モビリエの主要オフィスとした。のちにはラザン館となっている。

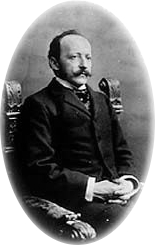
セザール・リッツ

1888年、スイスのホテル経営者セザール・リッツとフランス人シェフオーギュスト・エスコフィエは、バーデン＝バーデンにレストランを開いた。次いで二人はリチャード・ドイリー・カートに請われて、1889年から1897年まで、サヴォイ・ホテルの初代支配人とシェフを務めた。
リッツの指揮下、サヴォイはまもなく成功を収め、エドワード皇太子を筆頭に、有名で裕福な顧客を獲得した。1897年、リッツとエスコフィエは揃ってサヴォイを解雇された。リッツが時価3400ポンド以上の価値があるワインや蒸留酒の紛失に関連したためであった。
解雇に先立ち、サヴォイの顧客らは彼らに、パリにホテルを構えるよう主張したという。
アレクサンドル・マルニエ＝ラポストルの援助を受け、リッツは宮殿を購入、かつてのラザン館の建物を210室のホテルに改築した。リッツは、ホテルの目的は裕福な顧客に「王子が自分の屋敷に望みうる洗練の全て」を供することであると述べている。
リッツは1705年当時の構造を最新化するために、建築家のシャルル・メヴェ Charles Mewès を招聘した。
ホテルは1898年6月1日に「輝かしいレセプション」のドアを開けた。
準共同経営者であるエスコフィエの料理の才能と同時に、リッツはホテルを、贅沢や奉仕、美味しい料理と同義に育て、「ritzy」という言葉さえ生まれた。パリの名士たちはすぐ、それをファッショナブルだととらえ、何年もの間、多くの有名人たちがリッツを訪れることになった。アーネスト・ヘミングウェイはバーにその名を残し、他にもF・スコット・フィッツジェラルド、マルセル・プルースト、エドワード7世、イラン皇帝、ルドルフ・ヴァレンティノ、チャールズ・チャップリン、グレタ・ガルボ、マレーネ・ディートリヒ、オーソン・ウェルズ、モーリス・シュヴァリエ、ジャン＝ポール・サルトル、 エルトン・ジョンなどが挙げられる。クチュリエのココ・シャネルは、リッツを30年以上も自宅代わりにしていた。ホテルのスイーツの多くには、彼ら著名な顧客の名前が付けられている。ヘミングウェイは「パリに居ながらリッツに滞在しないのは、その余裕がない時だけだ」という有名な言葉を残している。

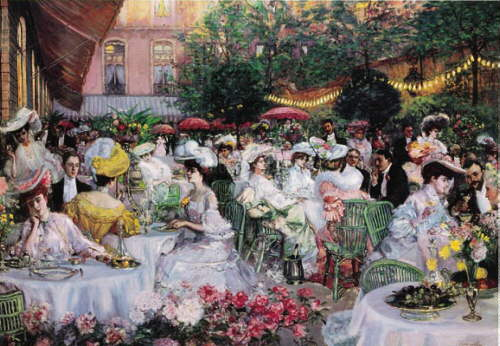
中庭(1904年)、ピエール＝ジョルジュ・ジャンニオ(画)

1904年と1908年に、リッツの庭のカフェを、スイス生まれの画家ピエール＝ジョルジュ・ジャンニオ(Pierre-Georges Jeanniot) が描いている。プルーストは『失われた時を求めて』執筆時の1909年ごろ、オテル・リッツに滞在している。
建物は1910年に増築され、1918年にセザール・リッツが死去すると、彼の息子シャルル・リッツが後を継いだ。
ルーマニア王妃マリアは1919年のパリ講和会議の際、大ルーマニア実現に向けて運動するため、上の娘2人エリザベス(ギリシア)、マリア(ユーゴスラヴィア)とともに、オテル・リッツに滞在した。他にも多くの著名な王室関係者や政治家が、何年もの間リッツで寝食をとった。エドワード7世は、ホテルの狭い浴槽に嵌って、恋人と2人動けなくなったことがあると伝えられている。
オーギュスト・エスコフィエは1935年に死亡した。1940年夏のドイツによるフランス占領後は、ヘルマン・ゲーリング率いるドイツ空軍が第二次世界大戦中、オテル・リッツに本部を置いた。 

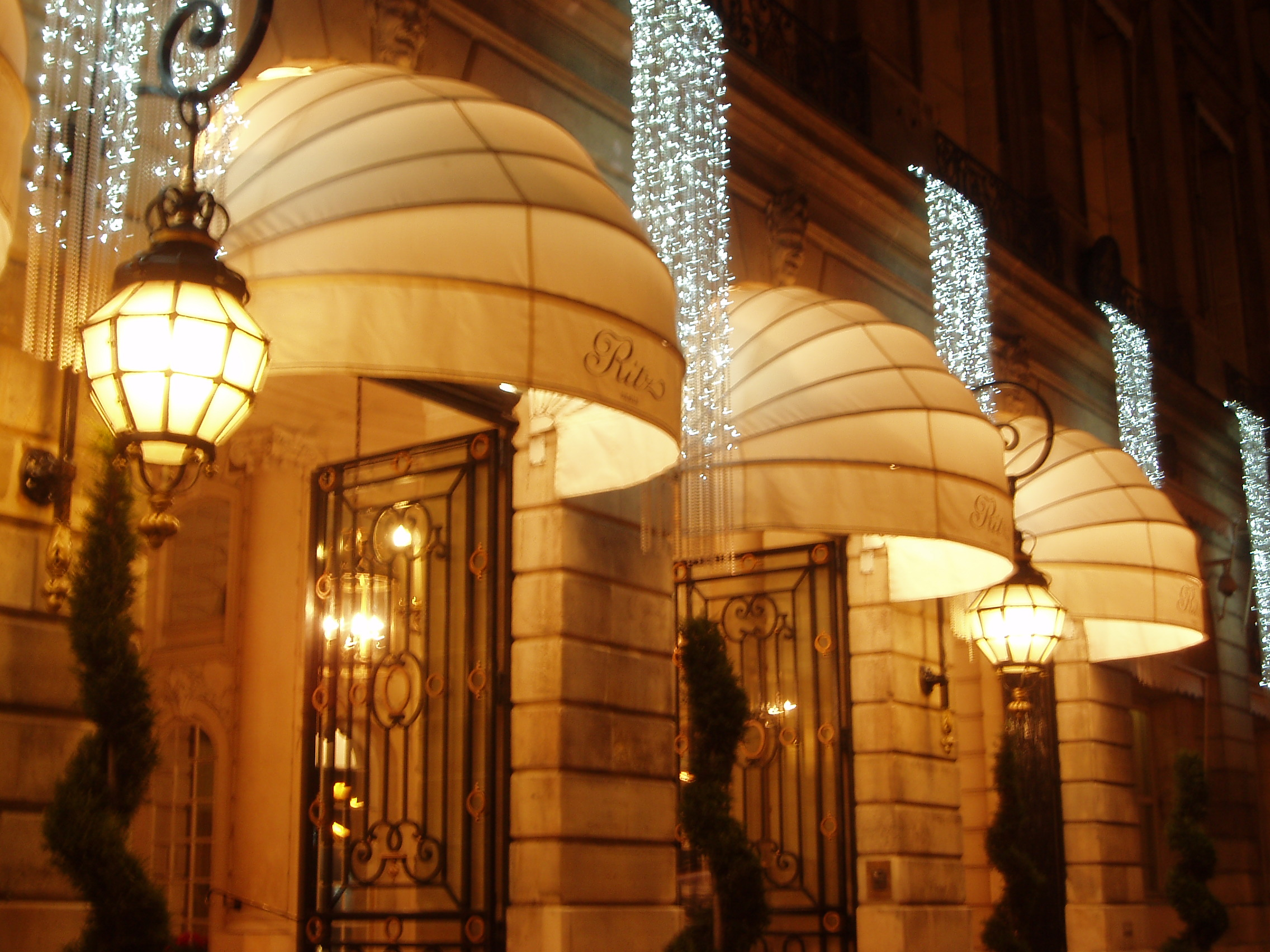
エントランス。2009年

1979年、リッツ一族はホテルを、エジプトの実業家モハメド・アルファイドに20,000,000ポンドで売却した。アルファイドはホテルを営業しながら、数年かけて全て改装を済ませた。このときに2棟のタウンハウスを増築し、パリの主要メゾンを擁するアーケードと直結した。1980年から1987年にかけてホテル改築の指揮をとったのは、建築家のベルナール・ゴーシュレルであった。1988年には、オーギュスト・エスコフィエを記念して、料理学校エコール・リッツ・エスコフィエが設立された。
1997年8月31日には、ダイアナ元イギリス皇太子妃と、アルファイドの息子ドディ・アルファイド、専属運転手のアンリ・ポールがオテル・リッツのインペリアル・スイートで食事をとった後、アルマ橋の地下道で運命的な事故に遭っている。
21世紀においてもおそらく、オテル・リッツは世界的な評判を保ち続け、またパリで最も優れ最も高価なホテルであり続けるであろうと言われた。
リッツは、ヨーロッパ最高のホテル、世界で最も有名なホテルの１つだと言われている。「ザ・リーディングホテルズ・オブ・ザ・ワールド」グループにも加盟している。
2010年秋にフランスのホテル格付け基準が変更され、5つ星を上回る最上級ランクとして「パラス（宮殿）」が設けられたが、翌2011年に発表されたパラス級ホテルにリッツは選ばれなかった。パラスに選ばれるには、ホテルが歴史的建造物にあり、卓越した建築と装飾を備え、最高水準のサービスとインフラを提供し、仏高級レストランガイド「ミシュラン」で星を獲得したレストランがホテル内にあり、客室1室あたり2.75人以上の従業員を抱えているなどの多くの条件があり、リッツはその基準に見合うよう2012年に閉館して大改装し、2017年に再開業した。2018年には改装で不要となった家具や什器の競売が実施された。

## 建築

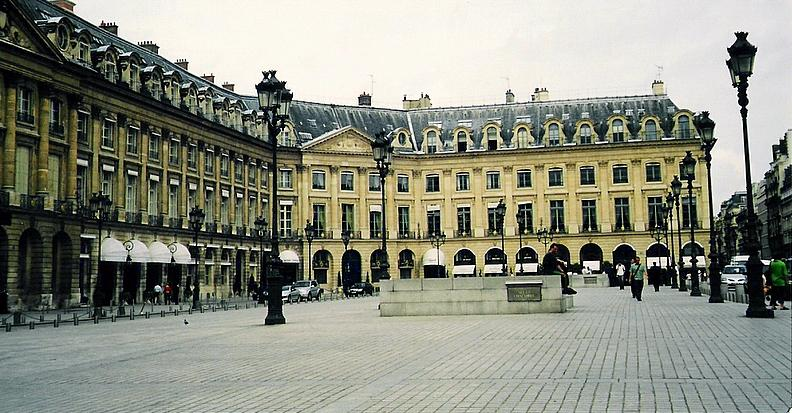
オテル・リッツ・パリ、北面

宮殿と広場は、ルイ14世統治時代末期のものであり、古典建築の傑作である。ファサードは17世紀のもので、王室建築家のジュール・アルドゥアン＝マンサールにより設計され、1705年に建築が始まった。オテル・リッツはヴァンドーム広場とカンボン通りに面しており、部屋からはヴァンドーム広場を見渡すことができる。反対側は、有名なホテルの中庭に面している。
部屋続きの浴室、電話、電気を各客室に設置したのは、オテル・リッツがヨーロッパで最初であるという。
オテル・リッツ・パリは、マンサール屋根を含め4階建ての建物で、2011年現在部屋数は159、ミシュラン2つ星のレストラン、2つのバー、カジュアルなダイニング・バーを擁している。

### 客室
2017年の改装で客室の半数がスィートになり、広さや天井の高さ、家具、インテリアなどが変更された。
1970年代、旅行雑誌の『 Holiday 』は「実際のところ、ダウンキルトと最上級リネンシーツの間で眠り、15フィート(4.6メートル)の高さの天井の下で、巨大な二重窓を通して、エレガントなヴァンドーム広場を眺めた経験を、すべての国家元首が持つ」と書いている。アメリカの旅行ガイド『 Frommer's 』はオテル・リッツを『ヨーロッパでもっとも偉大なホテル』と呼び、次のように記述している。「公共部のサロンは、美術館級のアンティーク家具でしつらえられている。客室はそのほとんどが、ルイ14世、もしくはルイ15世様式をなぞった家具で、それぞれ独自のインテリアに整えられている。全ての客室には、上質な絨毯、大理石の暖炉、タペストリー、真鍮製のベッドその他がととのえられている。エドワード2世はかつて、恋人とともに狭いバスタブにはまり込んで動けなくなったことがあり、それ以来リッツのバスタブは深くて大きいものになった」。浴室には独自の白鳥型蛇口、ローズピーチ色のタオルとバスローブが備えられている。この色は、女性の顔色を白のタオルよりも引きたてて見えると信じられている。

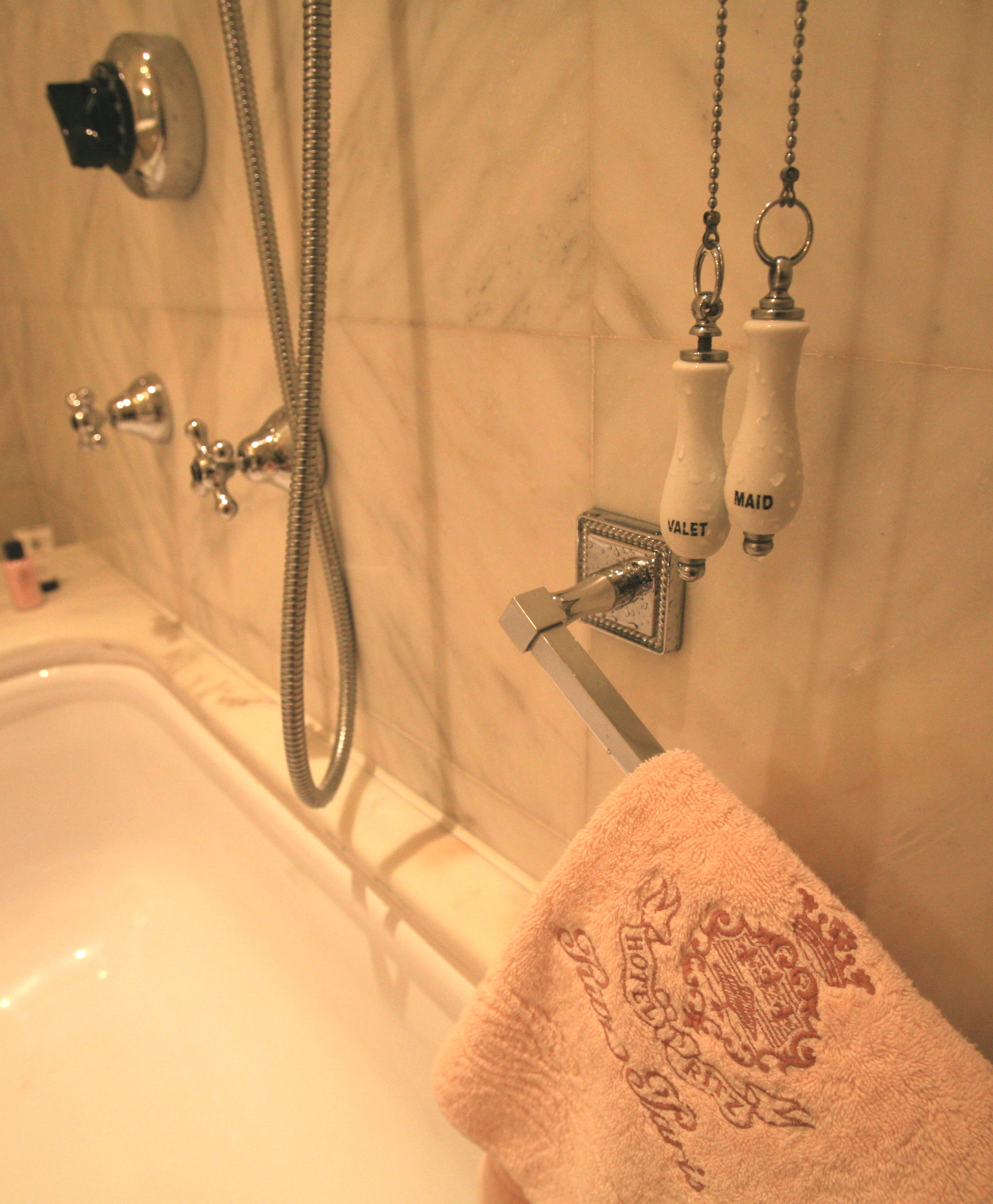
バス・シャワーとローズピーチのタオル

リッツはパリで最も高価なホテルだといわれていて、600名以上の従業員を抱え、2011年8月現在、1泊の室料は最低850ユーロである。スイートは最低3,600ユーロから、最も高価なスイート・アンペリアルは1泊13,900ユーロを要する。これらの特別スイートは全部で11室あり、「プレスティージ・スイート」として知られている。リッツによればそれは「18世紀の羽目板、寓意画の描かれた天井、巨匠の名作、値段のつけられないアンティーク家具で飾られた唯美主義者のための世界｣であるという。それぞれのスイートは独自性を持ち、かつてそこに滞在した賓客の魂が、未だ息づいているかのようである。
ヴァンドーム・スイートはリッツにおいても特別なスイートルームであり、赤と象牙色を基調とし、ルイ14世様式の家具でしつらえられ、広場を見渡す大きな窓を備えている 。
セザール・リッツ・スイートは広場に面しており、ルイ15世様式の家具でしつらえられ、リッツ本人の肖像画が掲げられている。室内は落ち着いたグリーンと明るい黄色に彩られ、1室には天蓋ベッドが、もう1室には花模様の絹のリネンのベッドが置かれている。スイートの居室のドアは、金箔で縁どられている。
エルトン・ジョン・スイートは、濃いピンクとクリーム色を基調に、2つのベッドルームを備え、ピンク色の厚いカーペットが敷かれ、窓が屋根裏部屋風になっている。エルトン・ジョンは42歳の誕生日に、階全体を借り切ったという。
ウィンザー・スイートは、タペストリー、金色のモールディング、ウィンザー公爵夫妻の肖像画で飾られている。家具はルイ16世様式、アーモンド・グリーン、サーモン・ピンク、パール・グレイといった色で装飾されている。主寝室の色合いはウォリス夫人好みのパール・グレイを基調としており、リッツではこの色を「ウォリス・ブルー」と呼んでいる 。
1670平方フィート(155平方メートル)の広さを持つココ・シャネル・スイートでは、ココ・シャネルが35年間生活していた。2つの寝室と1つの居室からなり、コロマンデル・ラッカー、中国風家具、バロック調の鏡、「グラン・マドモワゼル」自身が創作したキルティングの特大ソファを特徴とする。このスイートは、「ファクス、ジャグジー、スチーム・バス・シャワー、最新式ウォーク・イン・クローゼットといった最も高度なテクノロジーが導入されている」という。

#### スイート・アンペリアル
スイート・アンペリアル（Suite Impériale）は、ホテルの最上級スイートであり、その客間はフランスの歴史的建造物（Monuments Historiques）の指定を受けている。スイート・アンペリアルは2階にあり、2つの寝室、壮大な居室、食堂とからなる。スイートの高さは6メートル、大きなシャンデリア、ヴァンドーム広場を見下ろす窓、その窓の間にバロック調の巨大な金縁の鏡、赤と金のファブリック、ヴェルサイユ宮殿にあるマリー・アントワネットの寝室のものと同じ4本支柱のベッドなどの特徴がある。もう1つの寝室はルイ16世様式で、天蓋ベッドとコラムを擁する。スイートは惜しげもなくフランス絵画、バス・レリーフ(彫刻)で装飾され、18世紀の羽目板はその歴史的建造物として保護されている。
浴室はかつての女性用私室で、ヴァンドームの庭に面している。18世紀の羽目板とともに、ジャグジー、スチーム・バス・シャワー、プラズマテレビ、化粧品用冷蔵庫を備えており、フランスの古き伝統と21世紀の現代性とを兼ね備えている。DVDプレーヤーや高速インターネット、ファクスといった設備とともに、居室の近くには簡易キッチンが設置され、小さな個人用ワインセラーの中は、さまざまなフランスワインで一杯になっている。
数年に渡り、イラン王からアメリカ大統領まで、世界の主要賓客の幾人もが、このスイートに宿泊してきた。第二次世界大戦中にはヘルマン・ゲーリングの滞在地となり、ダイアナ元皇太子妃とドディ・アルファイドが最後の食事をとった場所にもなった。2007年のワールド・トラベル・アウォードは、スイート・アンペリアルを「ヨーロッパの主要スイート」に選出している。

### レストランとバー

#### レスパドン
オテル・リッツの創業時から、レストランは必然的にホテルに付帯していたが、現在のレストラン「レスパドン ( L'Espadon 、メカジキの意) 」は、1956年にシャルル・リッツにより作られた。
彼は熱烈な釣りファンであったため、魚にちなんでレストランの名を決めた。レストランは、伝説的な初代シェフ、オーギュスト・エスコフィエの教えを受け継ぎ、「現代の風味をつけた伝統的フランス料理」を提供する。料理を供するのは、星付きの9代目ヘッド・シェフ、ミシェル・ロットである。レストランは、影響力のあるミシュラン・ガイド2009年版で、2つ星を獲得している。ただし、現在パリのパラスホテルでは「ル・ブリストル」内の「エピキュール」、「プラザアテネ」内の「アラン・デュカス・オ・プラザアテネ」、「フォーシーズンズ・ジョルジュサンク・パリ」内の「ル・サンク」と3軒も3つ星レストランが存在するが、「リッツ・パリ」内のレストランは1度も3つ星を獲得していない。。先代のヘッド・シェフ、ギー・ルゲもまた、パリで最も偉大なシェフの1人に数えられ、少なくとも1986年から1999年まで料理を供していた。1999年、雑誌エスクァイアに「ダイニング・ルームのエスパドンへと、鏡とディスプレイ・ケースが飾られた長い回廊をたどると、輝かしいリージェント様式があなたの周りに渦を巻くような感覚に陥る。ヘミングウェイがディートリッヒと並んで、シェフのギー・ルゲが供するバターのようなスクランブル・エッグの皿に向かっている様子が思い浮かぶ・・・」と書かれている。レストランの装飾は、「トロンプ・ルイユの天井、花綱飾りのついたカーテン、庭の眺め」だと言われる。中庭は豊かな緑にあふれ、像や噴水が点在している。ホテルは5店ほどの花屋から生花を届けさせている。

#### バー
| バー・ヘミングウェイ |  | バー・ヘミングウェイ |
| バー・ヘミングウェイ |  |                      |

Hôtel Ritz Paris.

オテル・リッツにはバーがいくつかある。リッツ・バー、バー・ヴァンドーム、バー・ヘミングウェイ、バー・ピシーヌである。リッツ・バーは、カンボン通り側入り口のすぐ左手にあり、魅力的なカクテルパーティー、バーマンのフランク・マイヤーが評判であった。彼は1921年から1947年に死去するまでの間、ヘッド・バーマンを務めた。彼が生み出したカクテルのうちよく知られているのが「レインボー」である。これには、アニセット、ミント、黄色のシャルトリューズ、チェリーブランデー、キャラウェイ、緑のシャルトリューズ、コニャックが入っている。リッツ・バーは、赤いベルベットのひじ掛けいすやバー用家具、大理石の暖炉や歴史的肖像画など、ヴィクトリア様式で設計されている。
バー・ヘミングウェイは、アーネスト・ヘミングウェイお気に入りのバーであり、カクテルのブラッディ・マリーは彼のために生み出されたものだと言う人もある。発祥については諸説あり、フェルナン・プティオは1921年、パリの「ハリーズ・ニューヨーク・バー」で働いている時に作りだしたと主張している。ハリーズ・ニューヨーク・バーは、ヘミングウェイやその他のアメリカ人滞在者の集うパリのバーの1つである。バーは、見事な木製パネルや革張りの室内装飾など、オリジナル当時の室内装飾が再現されている。壁にはヘミングウェイが撮った25枚のオリジナル写真が掲げられており、作家がどんな場所や人に影響されたのかを知ることができる。今日のバーを運営しているのはコリン・フィールドで、近年、投票で世界のベスト・バーマンに挙げられた。
バー・ヴァンドームはパリの上流階級の人々にアフタヌーンティーが人気で、豪華な木製家具とグランドピアノを備えている。夏の数か月間は、ドアは庭やテラスに向けて開放されている。

### リッツ・エスコフィエ

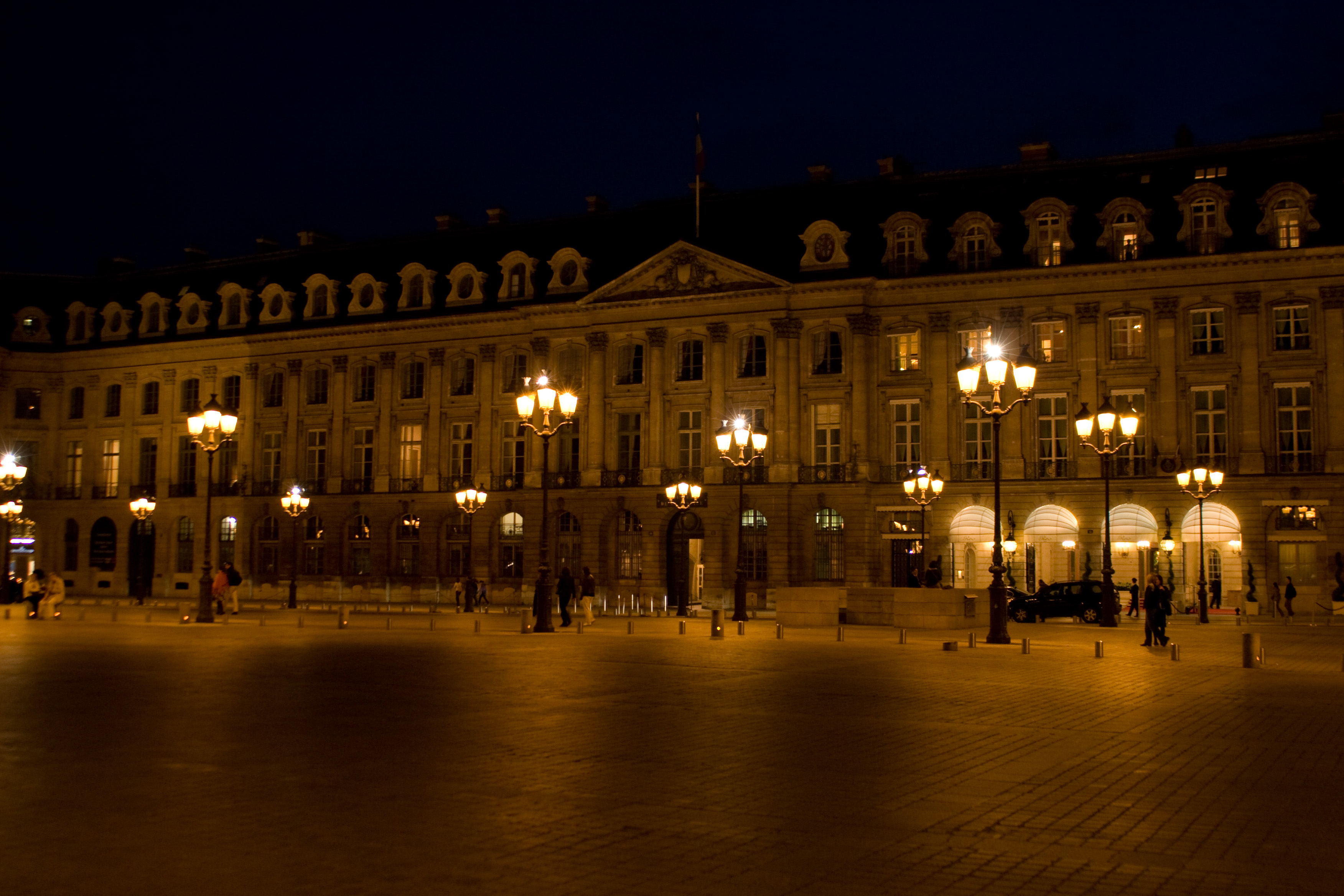
ホテル夜景。西面。

リッツ・エスコフィエ料理学校は、1988年にジョルジュ＝オーギュスト・エスコフィエを記念して設立された。世界的な高い評価に惹かれた野心的なシェフたちが世界中からやってきて、オテル・リッツのメインキッチン正面向かい側で訓練を受けている。学校の精神は、「美味しい料理は真実の幸せの基盤」というエスコフィエの言葉に基づいている。学校はホテル裏の入り口につながっていて、プチフール、果物や野菜のカービング、トリュフ、食べ物とワインの取り合わせ、といったテーマに従い4時間のワークショップに取り組む。2009年現在、経費は4時間コースで135ユーロ、2日間の入門講座には920ユーロを要する。

### リッツ・ヘルスクラブ
リッツ・ヘルスクラブには、パリの宮殿ホテルの中で一番大きな水泳プールがある。大きさは1,700立方メートル、リッツのキャッチコピーは「パリ最上級の室内プール」である。プールは古代ギリシア・古代ローマの公衆浴場風の内装で、天井のレリーフ、ジェット水流、水中に流れる音楽を特徴とする。ヘルスクラブでは、リフレクソロジーやスウェーデンマッサージ、指圧等のトリートメントを受けることができる。

## フィクション
贅沢や上流社会の象徴として、オテル・リッツは多くの著名なフィクション作品に登場してきた。

### 小説・戯曲
「失われた世代」の多くの小説にオテル・リッツは登場する。F・スコット・フィッツジェラルドの『夜はやさし』、アーネスト・ヘミングウェイの『日はまた昇る』などである。
ノエル・カワードの戯曲『セミ・モンド』は、ホテルについて述べた作品としてはおそらく最も詳細なものであり、1924年から1926年にかけてのパリのエリートの、贅沢で行き当たりばったりな冒険を語っている。ブレット・イーストン・エリスの小説『 Glamorama 』では、スーパーモデルの一団がテロリスト化し、手製の爆弾をリッツに仕掛けて破壊する。『ダ・ヴィンチ・コード』では主人公のロバート・ラングドンがパリ滞在中オテル・リッツに宿泊し、ローレン・ワイズバーガーの『プラダを着た悪魔』も、アンドレア・サックスとミランダ・プリーストリーの滞在先がオテル・リッツである。
イアン・フレミングのジェイムズ・ボンド・シリーズ『007 ロシアより愛をこめて』では、最終章の舞台がオテル・リッツになっている。敵役ローザ・クレッブが602号室に滞在、ボンドと交戦して死ぬ。

### 映画
オテル・リッツは何本かの映画にも登場しているが、そのうちの2本はオードリー・ヘプバーンの主演である。ビリー・ワイルダー監督の1957年のコメディ『昼下がりの情事』では、ヘプバーンとゲイリー・クーパーの恋がリッツのスイートで始まる。ウィリアム・ワイラー監督の1966年の映画『おしゃれ泥棒』では、ヘプバーンとピーター・オトゥールのロマンチックなシーンがホテルの前で撮られている。

## 関連書
- ティラー・J・マッツェオ『歴史の証人　ホテル・リッツ　生と死、そして裏切り』羽田詩津子訳、東京創元社, 2017、創元ライブラリ, 2021 - リッツを舞台とした歴史ノンフィクション
- スコット・フィッツジェラルド『The Diamond as Big as the Ritz』1922

短編 - 訳書は『リッツ・ホテルほどもある超特大のダイヤモンド』『リッツ・ホテルのように大きなダイアモンド』『ホテルほど大きいダイヤモンド』などの訳題である。

## 参照項目
- ザ・リッツ・カールトン ホテル・チェーン
- リッツ・ロンドン オテル・リッツ・パリに8年遅れてオープンしたロンドンのホテル
- リッツ (曖昧さ回避) その他の意味
- 秋山徳蔵